# 乔治·华盛顿和杰斐逊国家森林
乔治·华盛顿和杰斐逊国家森林（英語：George Washington and Jefferson National Forests）是美国的一处国家森林，1995年由乔治·华盛顿国家森林、杰斐逊国家森林合并建立，位处肯塔基州、弗吉尼亚州、西弗吉尼亚州，占地面积1,790,933英畝（7,247.65平方）。